# Congreso de los Sóviets
El Congreso de los Sóviets fue el órgano supremo del gobierno de la República Socialista Federativa Soviética de Rusia y varias otras repúblicas soviéticas desde 1917 a 1936. Después de la creación de la Unión Soviética, el Congreso de los Sóviets de la Unión Soviética funcionó como su poder legislativo hasta su disolución en 1936. Su nombre completo inicial era el "Congreso de los Sóviets de Diputados de los Obreros, Soldados y Campesinos".  

## Rusia Soviética y la Unión Soviética (1917-1936)
El Congreso de los Sóviets era una asamblea de representantes de los sóviets nacionales y locales. En teoría, era el poder supremo del estado soviético, un órgano de la dictadura del proletariado. No había burgueses, ni nobles, ni aristócratas, y ningún sacerdote podía votar, solo las personas que trabajaban. Los Congresos de los Sóviets creaban leyes y designaban la composición del gobierno denominado el Consejo de Comisarios del Pueblo o SovNarKom. Entre los Congresos, las leyes eran elaboradas y adoptadas por cuerpos ejecutivos como el Comité Ejecutivo Central Panruso (VTsIK). El Congreso se hizo cada vez más deferente con los bolcheviques, después de la Revolución rusa de 1917.
En el momento de la muerte de Lenin en 1924, el Congreso de Diputados del Pueblo de la Unión Soviética empezó a tomar decisiones menos importantes del Partido Comunista Ruso (Bolchevique) y también sirvió como una tribuna de propaganda. En la Constitución Soviética de 1936 se eliminó el Congreso de los Sóviets, haciendo así que el Sóviet Supremo de la URSS fuese la institución legislativa. Durante este tiempo el Comité Central del Partido Comunista de la Unión Soviética, mantuvo el control de facto sobre el gobierno.

## Ucrania
Los bolcheviques convocaron un Congreso Panucraniano de los Sóviets de Diputados de Obreros, Soldados y Campesinos en Kiev, el 17 de diciembre de 1917 y otro en Járkov, el 25 de diciembre del mismo año.

## Lista
| Ámbito                | Congreso                                      |
| --------------------- | --------------------------------------------- |
| Unión Soviética       | Congreso de los Sóviets de la Unión Soviética |
| RSFS de Rusia         | Congreso Panruso de los Sóviets               |
| RSS de Ucrania        | Congreso Panucraniano de los Sóviets          |
| RSS de Bielorrusia    | Congreso Panbielorruso de los Sóviets         |
| RSFS de Transcaucasia | Congreso Pancaucásico de los Sóviets          |